# Einārs Veikša
Einārs Veikša (Tukums, 10 gennaio 1961) è un ex slittinista sovietico.
Dopo la dissoluzione dell'Unione Sovietica (1991) ha acquisito la cittadinanza lettone.

## Biografia
Gareggiò per la nazionale sovietica esclusivamente nel doppio e sempre in coppia con Juris Ėjsaks.
A livello assoluto esordì in Coppa del Mondo nella stagione 1980/81. Conquistò il primo podio il 31 gennaio 1982 nel doppio ad Hammarstrand (2°) mentre in classifica generale come migliore posizione ottenne in due occasioni il terzo posto nella specialità biposto: nel 1981/82 e nel 1982/83.
Partecipò ad una edizione dei Giochi olimpici invernali, a Sarajevo 1984 e, in quella che fu la sua ultima competizione a livello internazionale, ottenne il settimo posto nel doppio.
Prese parte altresì a due edizioni dei campionati mondiali: colse la quinta piazza nel doppio ad Hammarstrand 1981 e fu quarto a Lake Placid 1983. Nelle rassegne continentali raggiunse il settimo posto, sempre nella specialità biposto, a Winterberg 1982.

## Palmarès

### Coppa del Mondo
- Miglior piazzamento in classifica generale nel doppio: 3° nel 1981/82 e nel 1982/83.
- 4 podi (tutti nel doppio):
  - 1 secondo posto;
  - 3 terzi posti.